# Meiolànids
Els meiolànids (Meiolaniidae) són una  família extinta de grans  tortugues, possiblement  herbívores, amb el cap i la cua fortament cuirassades.

## Descripció
El gènere més conegut és Meiolania, que va viure a les  selves tropicals d'Austràlia, de l'Oligocè fins al Plistocè. Es pensava que la família era originària d'Austràlia, però, a causa del descobriment de meiolànids sud-americans, com Crossochelys a l'Argentina  eocena, es creu que la família va aparèixer abans del trencament de Gondwana, durant el Cretaci.
Probablement eren herbívores conegudes d'Amèrica del Sud i Australàsia. Encara que abans es creia que eren criptodires, no estan estretament relacionats amb cap espècie viva de tortuga, i es troben fora del grup de la corona Testudines, havent-se separat al voltant del Juràssic mitjà. Són més conegudes per l'últim gènere supervivent, Meiolania, que va viure a les selves tropicals d'Austràlia des del Miocè fins al Plistocè, i espècies insulars que van viure a l'illa de Lord Howe i Nova Caledònia durant el Plistocè i possiblement l'Holocè. Els meiolaniids formen part de l'agrupació més àmplia de Meiolaniformes, que conté espècies de tortugues més primitives que no tenen la morfologia distintiva dels meiolaniids, conegudes des del Cretaci inicial-Paleocè d'Amèrica del Sud i Austràlia.També es coneix una forma similar de la fauna de Saint Bathans del Miocè de Nova Zelanda.
Més recentment, també s'han descobert restes australianes de l'Eocè.

## Gèneres
- Crossochelys †
- Niolamia †
- Ninjemys †
- Meiolania †